# Nghiện sô-cô-la
Một người nghiện sô-cô-la là một người khao khát hoặc bắt buộc tiêu thụ sô cô la. Có một số bằng chứng y tế để hỗ trợ sự tồn tại của nghiện sô cô la thực sự. Tuy nhiên, thuật ngữ này chủ yếu được sử dụng một cách lỏng lẻo hoặc hài hước để mô tả một người cực kỳ thích sô cô la.
Hội chứng nghiện Sô-cô-la khá phổ biến. Trong các nghiên cứu về cảm giác thèm ăn, bánh kẹo sô cô la và sô cô la hầu như luôn đứng đầu danh sách thực phẩm mà mọi người nói rằng họ thèm.

## Nghiện
Các triệu chứng thiết yếu của cơn nghiện là khao khát mãnh liệt một cái gì đó, mất kiểm soát việc sử dụng nó và tiếp tục sử dụng bất chấp hậu quả tiêu cực. Các nghiên cứu đã chỉ ra rằng mọi người có thể thể hiện cả ba triệu chứng này liên quan đến thực phẩm, đặc biệt là thực phẩm có chứa đường hoặc chất béo. Vì sô cô la chứa cả hai, nó thường được sử dụng trong các nghiên cứu về nghiện thực phẩm.
Ngoài đường và chất béo, sô cô la còn chứa một số chất có thể khiến nó cảm thấy "gây nghiện". Chúng bao gồm tryptophan, một amino acid thiết yếu là tiền chất của serotonin, một chất dẫn truyền thần kinh liên quan đến việc điều chỉnh tâm trạng; mức serotonin cao có thể tạo ra cảm giác phấn chấn. Một loại khác là phenylethylamine, một chất dẫn truyền thần kinh mà từ đó amphetamine có nguồn gốc; phenylethylamine có biệt danh là "sô cô la amphetamine" và có thể gây cảm giác phấn khích và thu hút. Sô cô la cũng bao gồm cả caffeine.
Mặc dù có một số bằng chứng cho thấy loại nghiện này tồn tại, tuy nhiên lại không có chẩn đoán chính thức nào được đưa ra trong Hướng dẫn chẩn đoán và thống kê các rối loạn tâm thần, Phiên bản thứ năm (DSM-V).

## Thèm
Ngay cả các nhà khoa học nghi ngờ sự tồn tại của chứng nghiện thực sự đồng ý rằng thèm sô cô la là có thật. Phụ nữ đặc biệt có thể bị ảnh hưởng.
Một nguyên nhân của sự thèm ăn sô cô la có thể là thiếu magiê.

## Sử dụng phổ biến
- Nhiều sách ăn kiêng,  sách dạy nấu ăn,  và thậm chí cả sách du lịch  được cho là dành cho người nghiện sô-cô-la.
- Cựu tổng thống Pháp Nicolas Sarkozy được mô tả là "nổi tiếng nghiện sô-cô-la".[12]
- Các công ty như Nữ hoàng sữa đã phát hành các sản phẩm sử dụng "Nghiện sô-cô-la" trong tên của họ.[13]